# Sędziszów Małopolski
Sędziszów Małopolski – miasto w Polsce położone w województwie podkarpackim, w powiecie ropczycko-sędziszowskim, siedziba gminy Sędziszów Małopolski.
W latach 1975–1998 miasto administracyjnie należało do województwa rzeszowskiego.

## Geografia

### Położenie i obszar
Sędziszów Małopolski jest położony na pograniczu dwóch krain geograficznych – Karpat i Kotliny Sandomierskiej w wąskiej strefie przejściowej Podkarpacia, między Pogórzem Karpackim a Kotliną Sandomierską.
Przez miasto przepływają trzy potoki: Bystrzyca, Budzisz i Gnojnica. Potok Gnojnica wpada na terenie miasta do potoku Budzisz.
W 1945 roku obszar Sędziszowa wynosił 390 ha. 28 maja 1946 roku, na posiedzeniu Miejskiej Rady Narodowej, podjęto uchwałę o poszerzeniu obszaru miasta poprzez włączenie w jego skład Przedmieścia Sędziszowskiego, przez co powierzchnia Sędziszowa powiększyła się do 800 ha. Z dniem 1 stycznia 1997, rozporządzeniem Rady Ministrów z dnia 23 grudnia 1996, do miasta została włączona część wsi: Borek Wielki o powierzchni 80,52 ha, Góra Ropczycka o powierzchni 36,08 ha, Kawęczyn Sędziszowski o powierzchni 98,67 ha oraz Wolica Ługowa o powierzchni 15,58 ha. Według danych z roku 2005 miasto miało powierzchnię 9,94 km². Z dniem 1 stycznia 2006 powierzchnia miasta została powiększona do 9,96 km², poprzez przyłączenie części obszaru obrębu ewidencyjnego Kawęczyn Sędziszowski o powierzchni 2,32 ha z gminy Sędziszów Małopolski.
1 stycznia 2019 Sędziszów Małopolski powiększył się o 4 miejscowości z gminy Sędziszów Małopolski: Borek Wielki, Kawęczyn Sędziszowski, Wolicę Ługową i Wolicę Piaskową. Do miasta został włączony obszar obrębu ewidencyjnego Borek Wielki, o powierzchni 1157,66 ha, obszar obrębu ewidencyjnego Kawęczyn Sędziszowski, o powierzchni 395,62 ha, obszar obrębu ewidencyjnego Wolica Ługowa, o powierzchni 396,66 ha i obszar obrębu ewidencyjnego Wolica Piaskowa, o powierzchni 752,60 ha. W sumie powierzchnia miasta zwiększyła się z 996,49 ha do 3.699,03 ha, a liczba ludności wzrosła z 7.524 osób do 12.226 osób.
Sędziszów Małopolski leży w dawnej ziemi sandomierskiej w historycznej Małopolsce.

### Klimat
Okolice Sędziszowa Małopolskiego zaliczane są do najcieplejszych w kraju – podgórska strefa klimatyczna charakteryzuje się długimi upalnymi latami i łagodnymi zimami. W związku z tym że miasto położone jest pomiędzy Rzeszowem a Dębicą, dla których to miejscowości były wykonywane pomiary przebiegów temperatur, przyjęte parametry termiczne są wynikiem wypośrodkowania pomiarów w nich dokonywanych.
Średnie roczne temperatury wahają się w granicach od 7,5 °C do 8,1 °C. Liczba dni z przymrozkami oscyluje pomiędzy 114,4 a 107,2, dni mroźnych od 46,7 a 38,0, bardzo mroźnych od 25,9 a 18,0. Liczba dni gorących waha się pomiędzy 38,1 a 37,2.
W ciągu roku najwyższe wartości wilgotności względnej występują zimą, z maksimum w listopadzie i grudniu. Najwyższe wartości wilgotności występują wiosną, z minimum w kwietniu i maju. W rejonie miasta notuje się około 40 dni w roku z mgłą.
W ciągu roku największe średnie zachmurzenie występuje w miesiącach: listopad, grudzień i styczeń. Najmniejsze zaś w okresie od czerwca do września.
Rejon miasta otrzymuje w ciągu roku około 650 mm opadu. Największe miesięczne sumy opadu notuje się w lipcu a najniższe w lutym. Na okres wegetacyjny przypada około 250 mm opadu. W ciągu roku notuje się około 26 dni burzowych. Śnieg utrzymuje się około 120 dni w roku.
Dominującymi wiatrami na tym terenie są wiatry zachodnie i południowo-zachodnie. Najrzadziej notowane są wiatry wschodnie.

### Podział administracyjny miasta
Zgodnie z Uchwałą nr II/38/18 Rady Miejskiej w Sędziszowie Małopolskim z dnia 6 grudnia 2018 r. w sprawie zmian w Statucie Gminy Sędziszów Małopolski, podział administracyjny miasta przedstawia się następująco:

1) Osiedle Młodych – obejmuje ulice: Osiedle Młodych, Fabryczna, Wesoła, Słoneczna, Spacerowa, Jabłonowskich, Mikołaja Ligęzy, Michałowskich, Potockich, Odrowążów, Starzeńskich, Tarnowskich, Wspólna

2) Osiedle Śródmieście – obejmuje ulice: Węglowskiego, 3-go Maja, Blich, Polna, Rynek, Jana Pawła II, Bednarska, Wyspiańskiego, Szkarpowa, Szeroka, Krótka, Garncarska, ks. Maciąga, Cicha, Kościuszki, Sportowa, Kwiatowa, kard. Wyszyńskiego, ks. Granickiego, prof. Kota, Solidarności, Piekarska, Ogrodowa, Kolejowa, Kasztanowa, Lipowa, Klonowa, Armii Krajowej, Partyzantów, Kroczki

3) Osiedle Rędziny – obejmuje ulice: Głowackiego (od ul. Konopnickiej) nr nieparzyste 1-21 i nr parzyste 32-56, Konopnickiej, Rędziny, Piaskowa nr nieparzyste 1-37 i nr parzyste 2-43, Działkowa, Borkowska nr nieparzyste 1-65 i nr parzyste 2-88, św. Franciszka, św. Klary, św. Barbary, św. Antoniego, ks. Sapeckiego, Szymborskiej, Orzeszkowej, Koralowa, Bursztynowa, Szafirowa, Krokusowa, Rubinowa, Szmaragdowa, Tomasza Dyły nr parzyste 2-26

4) Osiedle 1000-lecia – obejmuje ulice: Al. 1000-lecia, Kochanowskiego, Sienkiewicza, Letnia, Słowackiego, Staszica, Prusa, Reja, Kołłątaja, Fredry, Mickiewicza, Piłsudskiego, Południowa, Warzywna

5) Osiedle Przedmieście – obejmuje ulice: Rzeszowska, Księżomost, Witosa, Jagiellońska, Grunwaldzka, Kolbuszowska nr 1-24, 26, 29-46, Olszana, Ługowa, Głowackiego (od ul. Kolbuszowskiej) nr parzyste 2-30 i nr nieparzyste 23-31, Bieszczadzka nr 2

6) Osiedle Borek Wielki – obejmuje ulice: Borkowska nry nieparzyste 67-115 i nry parzyste 90-118, Szkolna, Leśna, Perłowa, Dworska, Rolnicza, Zachodnia, Zielna, Zarzecze, Króla Kazimierza Jagiellończyka, Grafitowa, Błękitna, Grobla, Jastrzębia, Słowicza, Jaskółcza, Skowronkowa, Wschodnia nry nieparzyste 15-115 i nry parzyste 20-116, Narcyzowa, Słonecznikowa, Żurawia, Gołębia, Krucza, Wiejska nry parzyste 30-90 i nry nieparzyste 45-105, Poręby, Jodłowa, Gajowa, Cisowa, Sosnowa, Świerkowa, Lawendowa, Rumiankowa, Modra, Zielona, Mahoniowa, Lazurowa, Limbowa, Tomasza Dyły nry nieparzyste 1-59

7) Osiedle Kawęczyn – obejmuje ulice: Kolbuszowska nry parzyste 48-70, Bieszczadzka, Karpacka, Legionów Polskich nry parzyste 2-12, Tatrzańska, Warszawska, Roztocze, Jeżynowa nry nieparzyste 75-87 i nry parzyste 116-126, Podlesie nr nieparzyste 1-21 i nry parzyste 2-16, Kawęczyn, Sudecka, Beskidzka, Złota

8) Osiedle Wolica Ługowa – obejmuje ulice: Legionów Polskich nry nieparzyste 1-69 i nry parzyste 14-144, Kolbuszowska nr nieparzyste 25-27 i nry nieparzyste 47-73, Miętowa nry parzyste 2-14, Miodowa, Strzelców, Ziołowa, Strażacka, Liliowa, Krzewowa, Migdałowa, Waniliowa, Laurowa, Pod Dębem, Bakaliowa, Tymiankowa, Bazyliowa nieparzyste 1-23 i nry parzyste 2, 20-22, Kawowa, Jeżynowa nry nieparzyste 21-73 i nry parzyste 36-114, Podlesie nr parzyste 18-40 i nieparzyste 23-131, Imbirowa, Spokojna

9) Osiedle Wolica Piaskowa – obejmuje ulice: Piaskowa nry nieparzyste 41-73 i parzyste 50-86, Jaśminowa, Wschodnia nr nieparzyste 1-13 i nry parzyste 2-18, Wolicka, Niepodległości, Orzechowa, Aroniowa, Szafranowa, Legionów Polskich nry nieparzyste 71-101 i nr parzyste 146-162, Miętowa nr nieparzyste 1-47, Jeżynowa nry nieparzyste 1-19 i nry parzyste 2-34, Jagodowa, Brzoskwiniowa, Północna, Brzozowa, Malinowa, Wiśniowa, Wiejska nry nieparzyste 1-43 i nry parzyste 2-28, Potokowa, Źródlana, Chabrowa, Magnoliowa, Wrzosowa, Irysowa, Bazyliowa nry parzyste 4-18.

## Demografia

### Ludność
Historyczne dane dotyczące liczby ludności Sędziszowa Małopolskiego:
- 1536 – 500–600 osób (99 domów; dane szacunkowe na podstawie liczby domów)
- 1662 – 299 osób (prawdopodobnie bez duchownych i dzieci do lat 4)
- 1787 – 1428 osób (216 domów; Sędziszów i Przedmieście)
- 1790 – 1388 osób (215 domów; Sędziszów i Przedmieście)
- 1799 – 1339 osób (212 domów; Sędziszów i Przedmieście)
- 1807 – 1416 osób (225 domów; Sędziszów i Przedmieście)
- 1815 – 1371 osób (217 domów; Sędziszów i Przedmieście)
- 1820 – 1447 osób (225 domów; Sędziszów i Przedmieście)
- 1824 – 1581 osób (218 domów; Sędziszów i Przedmieście)
- 1857 – 1648 osób (Sędziszów i Przedmieście)
- 1870 – 2016 osób (238 domów)
- 1880 – 2629 osób (253 domów)
- 1890 – 2850 osób (263 domów)
- 1900 – 2536 osób (297 domów)
- 1910 – 2651 osób
- 1921 – 1936 osób
- 1933 – 2560 osób (321 domów)
- 1950 – 2244 osób[11]
- 31 grudnia 1978 – 5148 osób[12]
- 1990 – 6831
- 1993 – 6910
- 1996 – 6820
- 31 grudnia 1999 – 7232 osób
- 31 grudnia 2002 – 7135 osób
- 31 grudnia 2005 – 7121 osób[13]
- 31 grudnia 2007 – 7095 osób[14]
- 31 grudnia 2008 – 7096 osób[15]
- 31 grudnia 2009 – 7158 osób[16]
- 31 grudnia 2010 – 7149 osób[17]
- 31 grudnia 2013 – 7492 osób[18]
- 1 stycznia 2019 – 12 226 osób

### Struktura ludności
Dane z 30 czerwca 2005:
| Opis                              | Ogółem | Ogółem | Kobiety | Kobiety | Mężczyźni | Mężczyźni |
| --------------------------------- | ------ | ------ | ------- | ------- | --------- | --------- |
| Jednostka                         | osób   | %      | osób    | %       | osób      | %         |
| Populacja                         | 7 131  | 100    | 3664    | 51,4    | 3467      | 48,6      |
| Gęstość zaludnienia [mieszk./km²] | 717,4  | 717,4  | 368,6   | 368,6   | 348,8     | 348,8     |

Sędziszów Małopolski, liczy 12 423 mieszkańców, plasuje się na 16 miejscu pod tym względem wśród miast województwa podkarpackiego.
- Piramida wieku mieszkańców Sędziszowa Małopolskiego w 2014 roku[20].

## Historia

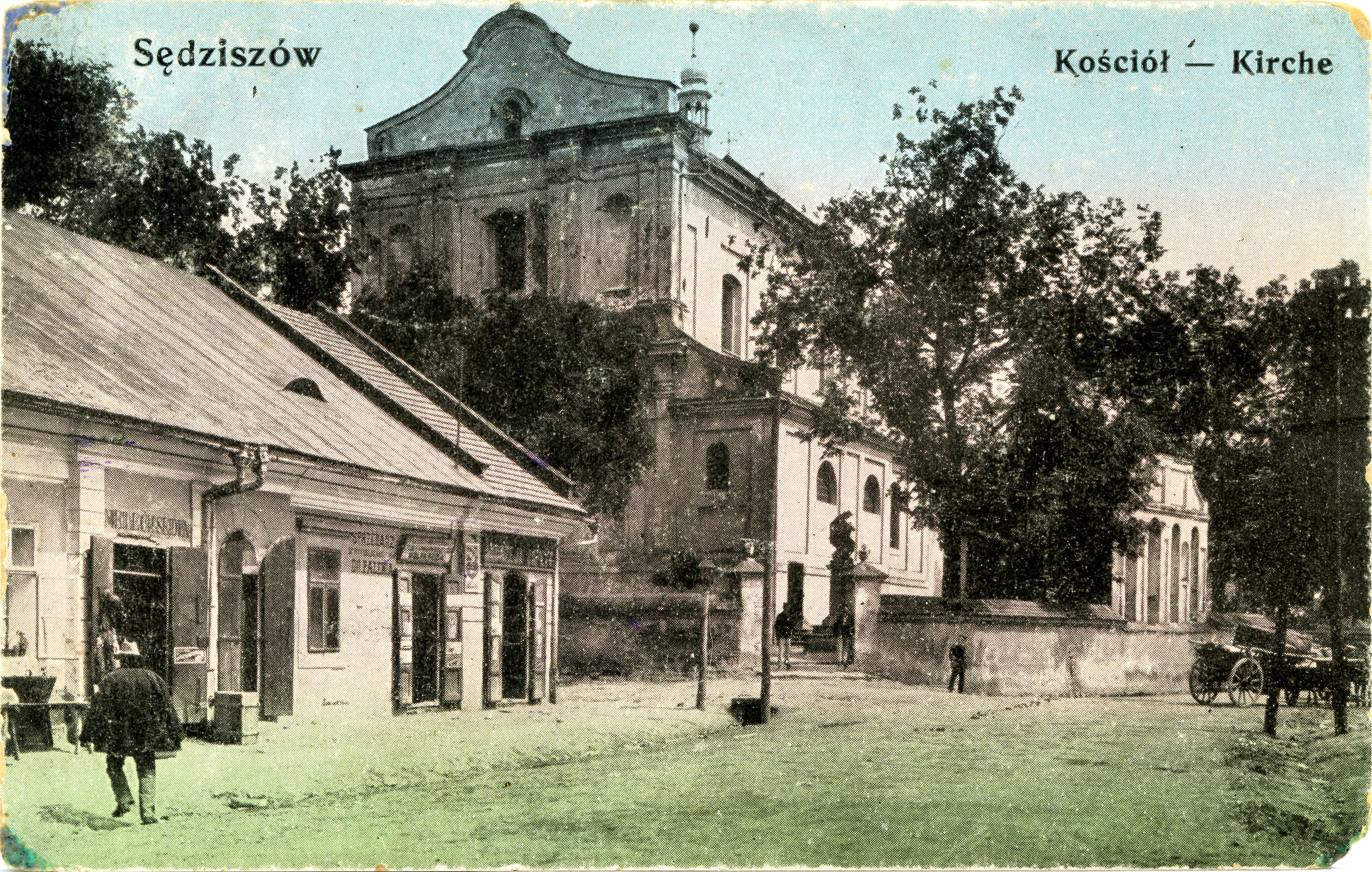
Kościół parafialny na początku XX wieku

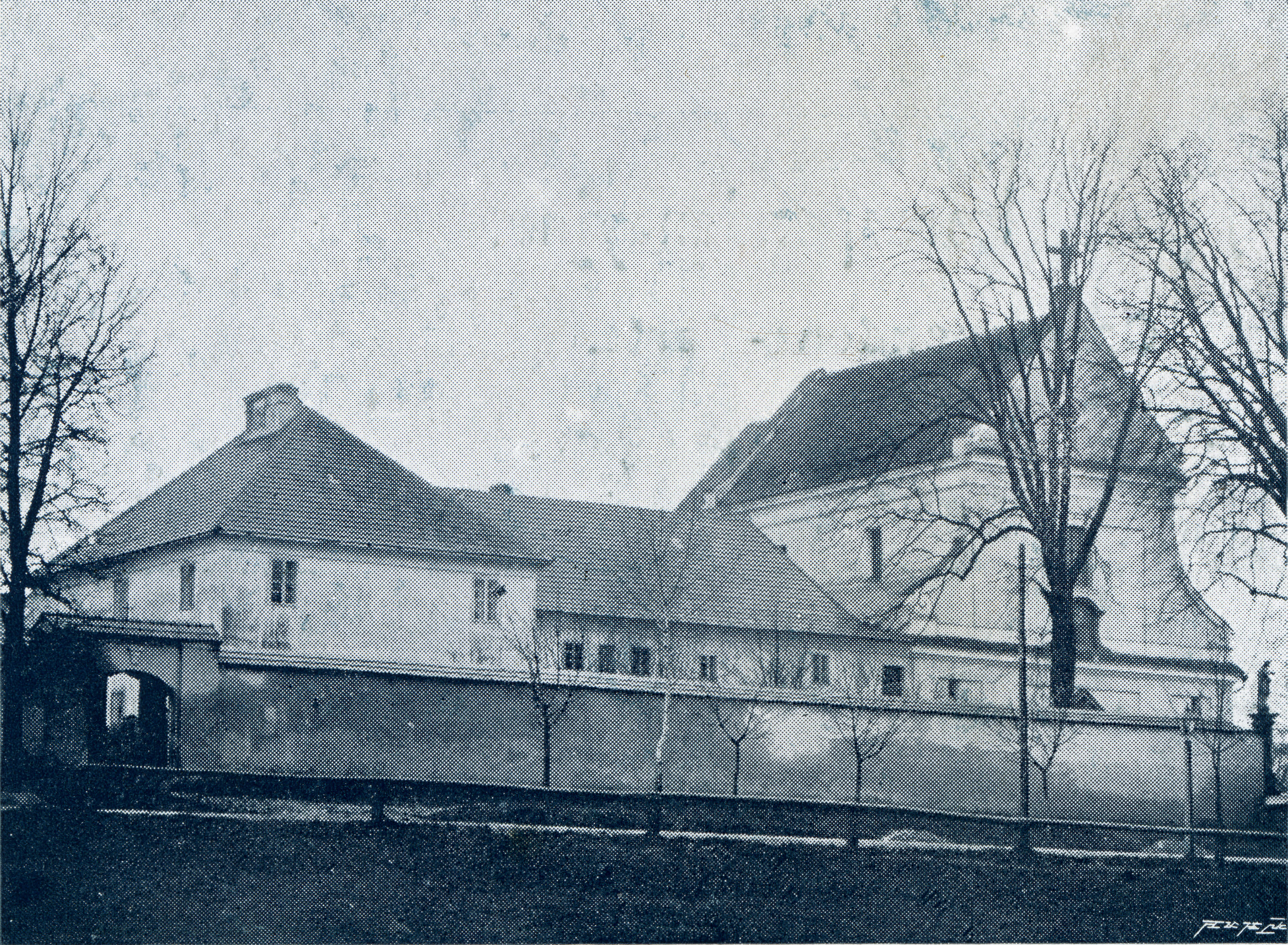
Kościół i klasztor oo. Kapucynów na początku XX wieku

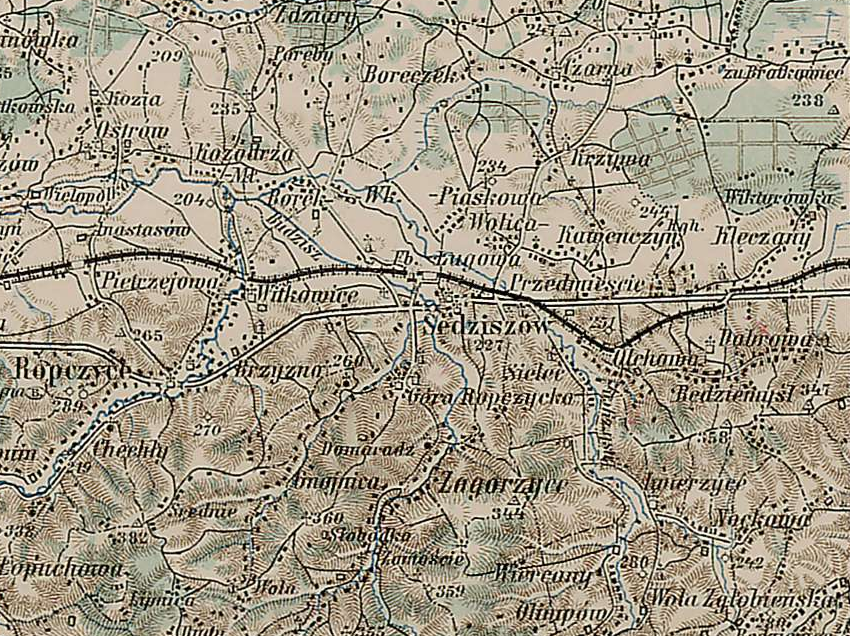
Sędziszów Małopolski i okolice na fragmencie mapy z 1910 roku

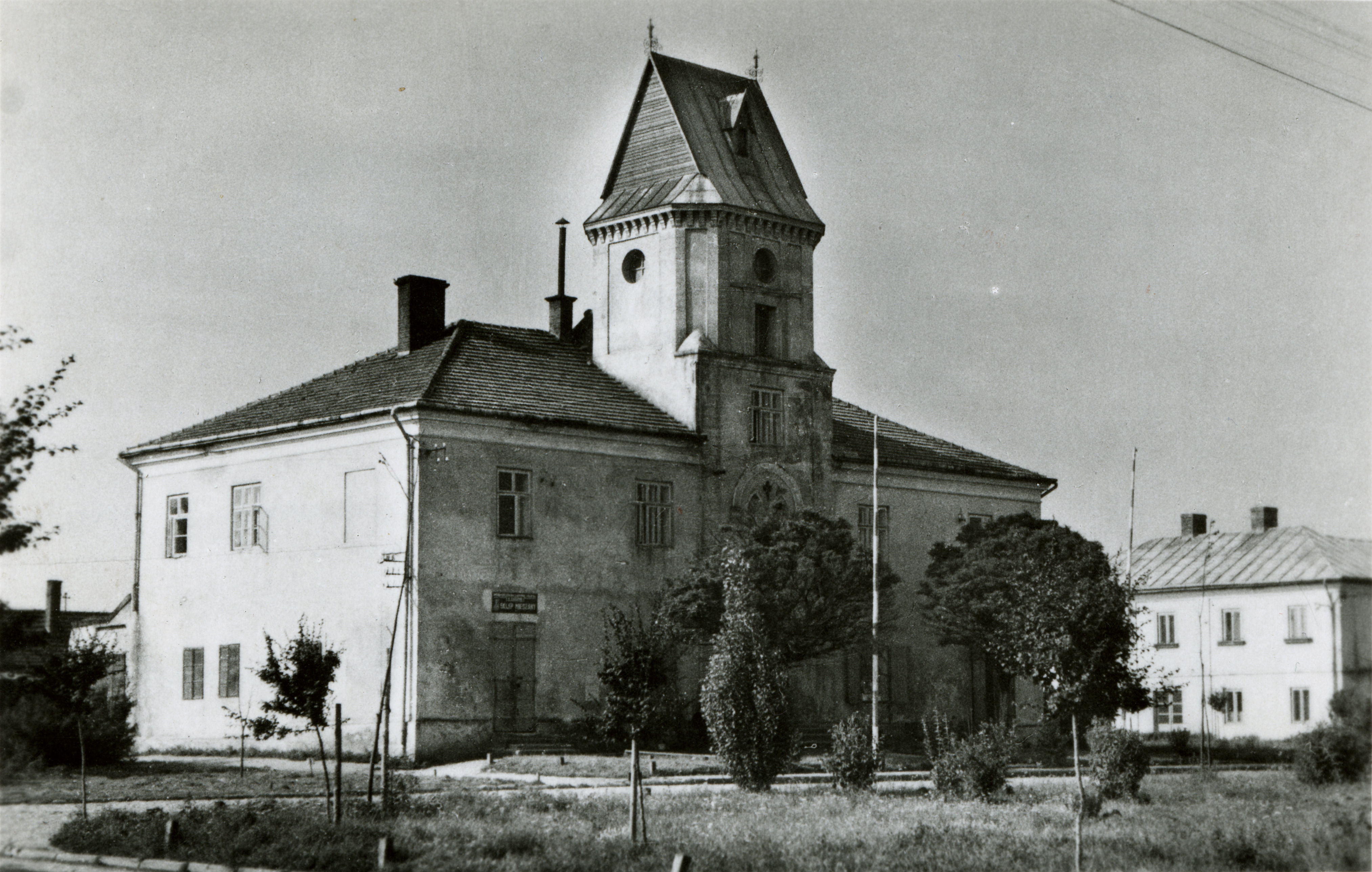
Ratusz w latach 50. XX wieku

Znaleziska archeologiczne świadczą o tym, że już w czasach brązu miało miejsce osadnictwo na terenach dzisiejszego Sędziszowa Małopolskiego.
Pierwsza udokumentowana wzmianka o miejscowości pochodzi z 1312 roku, kiedy Piotr Ligęza uposażył kościół we wsi o nazwie Sędziszów. Już wtedy była ona w pełni zagospodarowana, miała własną parafię i urządzenia gospodarcze.  Według spisów świętopietrza za lata 1325–1327, Sędziszów był siedzibą parafii leżącej w dekanacie dębickim. Kolejne dokumenty z początku XV wieku dokumentują Odrowążów jako właścicieli miasta – ich godło do dzisiaj jest herbem Sędziszowa.
Prawa miejskie, w wyniku starań Jana Odrowąża ze Sprowy (wojewoda podolski, a od 1479 roku ruski), Sędziszów uzyskał 28 lutego 1483 roku na mocy dokumentu wydanego przez Kazimierza Jagiellończyka.
W 1512 roku ustanowiono w mieście cotygodniowe targi we wtorek i doroczne jarmarki w dniu Świętego Filipa i Jakuba (1 maja) i Narodzenia Najświętszej Maryi Panny (8 września).
Od 1555 roku miasto znajdowało się w rękach Tarnowskich, następnie w roku 1567 przeszło w ręce Kostków. W drugim lub trzecim dziesięcioleciu XVII wieku Sędziszów przeszedł, drogą kupna, na własność Mikołaja Spytka Ligęzy z Bobrku. Za jego rządów wybudowano w mieście mosty, naprawiono drogi i umocniono brzegi często wylewających rzek. Nałożył on także na ówczesny samorząd obowiązek dalszej konserwacji dróg i mostów.
W 1649 roku dobra rzeszowskie wraz z Sędziszowem przejął Jerzy Sebastian Lubomirski.
W 1652 roku Sędziszów i sąsiednie wioski nawiedziła epidemia dżumy.
Podczas potopu szwedzkiego miasto dotkliwie ucierpiało na skutek przemarszu wojsk Jerzego Rakoczego.
W 1661 roku dobra sędziszowskie trafiły w ręce Potockich (za sprawą ślubu Feliksa Kazimierza Potockiego z Krystyną, córką Jerzego Sebastiana Lubomirskiego). Podczas rządów Potockich w mieście wybudowano ratusz, kościół parafialny, kościół i klasztor oo. Kapucunów.
W maju 1662 roku okolice Sędziszowa Małopolskiego i Ropczyc złupiły niezapłacone wojska koronne.
Podczas Wielkiej Wojny Północnej, ówczesny właściciel miasta, Michał Potocki opowiedział się za Stanisławem Leszczyńskim co naraziło jego włości na represje ze strony przeciwników.
W 1766 roku, na prośbę Piotra Potockiego, Stanisław August Poniatowski ustanowił w Sędziszowie jarmark tygodniowy, rozpoczynający się w poniedziałek po niedzieli mięsopustnej.
Kiedy w 1768 roku rozpoczęła swą działalność konfederacja barska, Piotr Potocki stanął w szeregach ich przywódców jako marszałek województwa sandomierskiego. W związku z tym już od roku 1768 konfederaci rekwirowali w Sędziszowie broń i żywność.
W 1772 roku nastąpił I rozbiór Polski i miasto znalazło się granicach Austrii.
W 1817 roku w mieście wybuchł pożar, który zniszczył część drewnianej zabudowy miasta i spalił wnętrze kościoła parafialnego.
W XIX wieku miasto gościło następujących monarchów: 25 grudnia 1818 roku jadąc z Wiednia do Lwowa, w towarzystwie Adama Jerzego Czartoryskiego, zatrzymał się na noc w Sędziszowie car Rosji Aleksander I; w 1836 roku zawitał do miasta arcyksiążę Ferdynand d’Este (gubernator Galicji); w 1839 roku gościł krótko w Sędziszowie brat Ferdynanda, arcyksiążę Franciszek d’Este; w 1851 i 1855 roku miasto witało cesarza Franciszka Józefa.
W latach 1856–1858 miasto uzyskało połączenie kolejowe, kiedy to wybudowano kolejny odcinek Kolei Arcyksięcia Karola Ludwika, łączącej stolicę monarchii Austriackiej (Wiedeń) ze stolicą Galicji (Lwów), z Krakowa do Rzeszowa.
W 1868 roku Sędziszów nawiedziła epidemia cholery.
W trakcie I wojny światowej miasto znalazło się w strefie działań wojennych austriacko-rosyjskich. Na początku wojny w Sędziszowie i okolicach stacjonowały oddziały austriackiego wojska. W wyniku ofensywy rosyjskiej w Galicji Wschodniej we wrześniu 1914 roku miasto znalazło się na kilka miesięcy pod okupacją rosyjską. W maju 1915 roku austriacka kontrofensywa zmusiła wojska rosyjskie do odwrotu. Rosjanie wycofując się z miasta podpalili je – pożar ten zniszczył wtedy sporą część miasta. Pod koniec wojny, w 1918 roku, Sędziszów nawiedziła epidemia grypy hiszpanki.
Pod koniec dwudziestolecia międzywojennego, w 1937 roku, uruchomiono w Sędziszowie zakład specjalizujący się w wyrobach drewnianych – Zakłady Przemysłowe Sędziszów Małopolski Sp. z o.o. W roku 1938 powstała kolejna spółka – Przemysł Pomocniczy COP, w którym produkowano okucia do wozów, klucze samochodowe, części do maszyn rolniczych, bramy, kraty, balustrady.
Dnia 8 września 1939 roku miasto zostało zajęte przez oddziały niemieckie. Jesienią 1939 roku w rejonie Sędziszowa zaczęły działać organizacje konspiracyjne. Wiosną 1940 roku Władysław Węglowski, nauczyciel sędziszowskiej szkoły powszechnej, przystąpił do organizowania Szarych Szeregów. W kwietniu 1941 roku został aresztowany na skutek donosu. Przetrzymywany był w więzieniach na rzeszowskim zamku i na Montelupich w Krakowie. Następnie został przewieziony do obozu koncentracyjnego w Oświęcimiu, gdzie w listopadzie 1941 roku zmarł.
W I poł. 1942 roku utworzono getto w Sędziszowie, w którym zamknięto ok. 1500 Żydów. Getto zostało zlikwidowane 24 lipca 1942 roku – ok. 280 osób rozstrzelano na miejscu, resztę wysłano do obozu zagłady w Bełżcu. Relacja naocznego świadka tego wydarzenia:
[...] ustawili ich przed ratuszem grupami: jedna grupa to byli mężczyźni do 35 lat, druga ponad 35 lat, ostatnią grupę stanowiły kobiety. Słabych i chorych załadowali na furmanki i powieźli ulicami Krótką i Cichą – tam była brama na żydowski cmentarz. Dzień wcześniej wykopano olbrzymi dół, na 200-300 osób. Tam jedna furmanka za drugą podjeżdżały i oni szli tak jak baranki na rzeź. Widzieli wszystko, co się dzieje z ich poprzednikami. Brano takiego „delikwenta”, schylano mu głowę, strzelano w potylicę i wrzucano do tego dołu. Później z następną partią to samo się działo, aż wszystkich tak wykończyli.
Sędziszowska komórka AK miała swój udział w rozpracowywaniu broni rakietowej V-1 i V-2 testowanej na poligonach doświadczalnych w rejonie Pustkowa.
4 sierpnia 1944 roku do Sędziszowa Małopolskiego wkroczyła Armia Czerwona.

### Etymologianazwy miasta
Istnieje hipoteza, przedstawiona przez Franciszka Piekosińskiego, że założycielem osady był Sędzisz, rycerz Bolesława Krzywoustego. Od jego imienia miałaby pochodzić dzisiejsza nazwa miasta.
Historycy wywodzą nazwę miasta od imienia Sąd, które było popularne w XIII wieku w rodzie Odrowążów.
Dawne nazwy miasta: Sandissów, Sandyszow, Schandzyssów, Sandzischow, Sędziszów.

## Zabytki

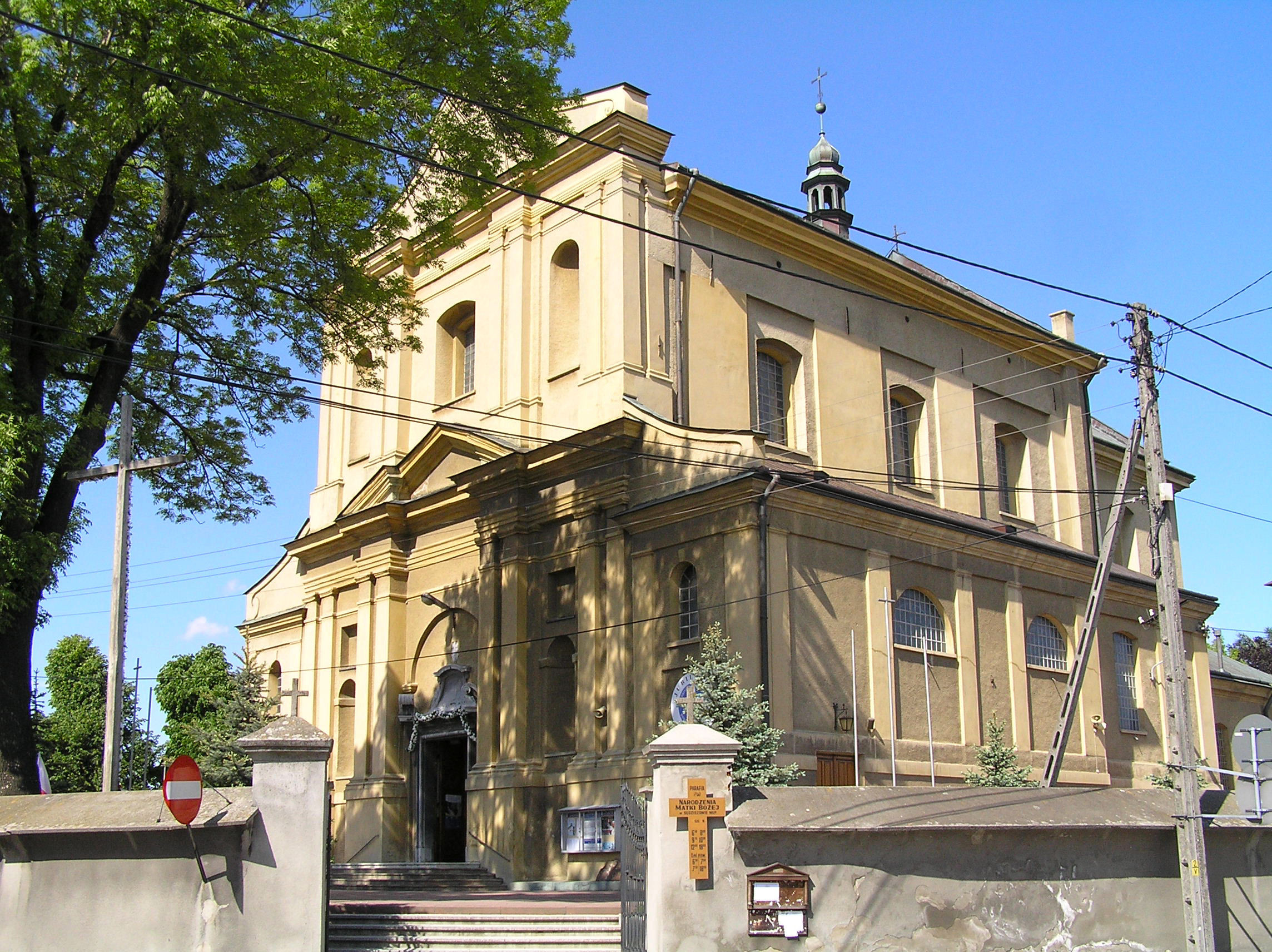
Kościół parafialny pw. Narodzenia NMP

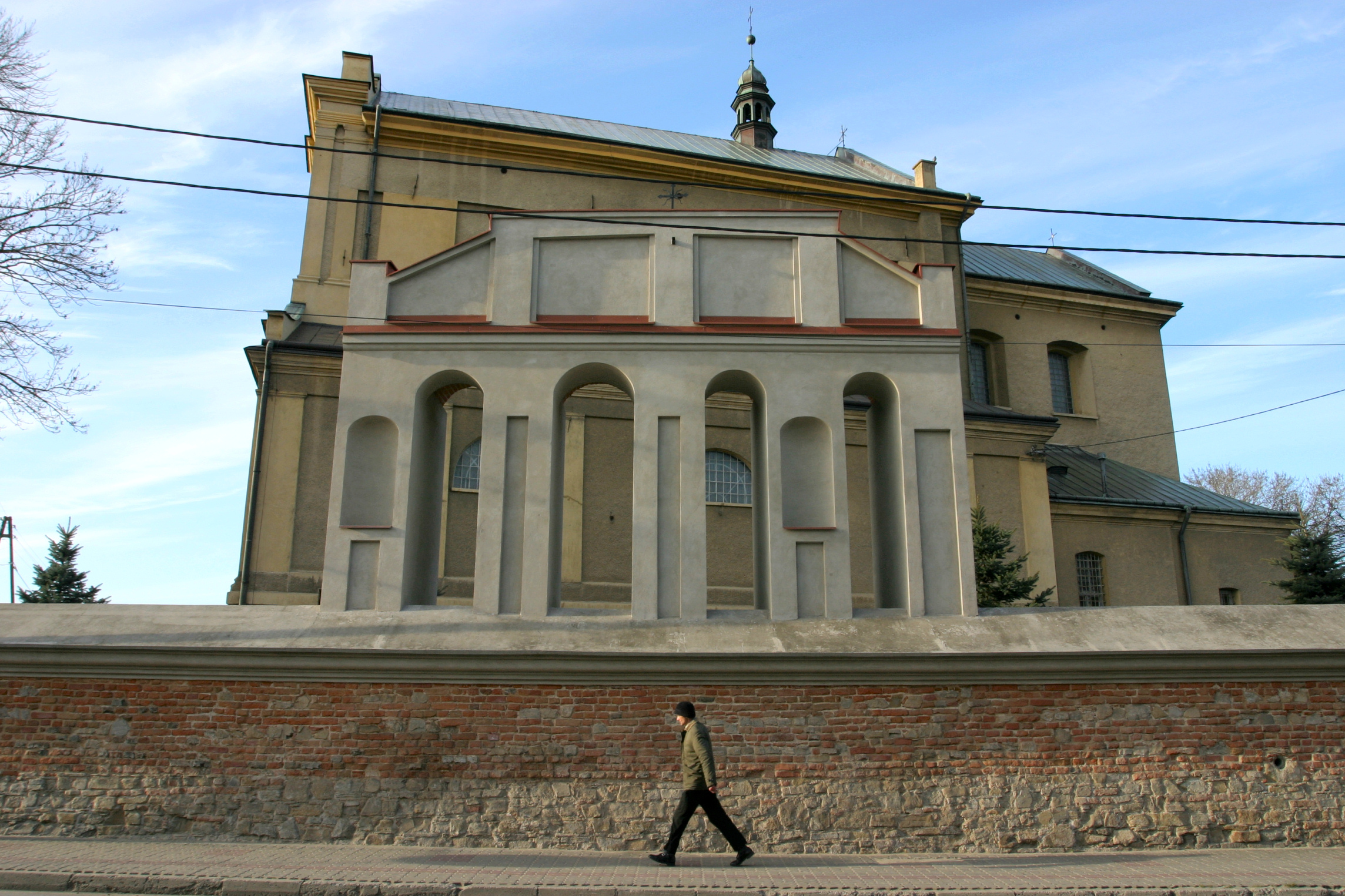
Dzwonnica przy kościele parafialnym pw. Narodzenia NMP z 1823 roku (obecnie nieużywana)

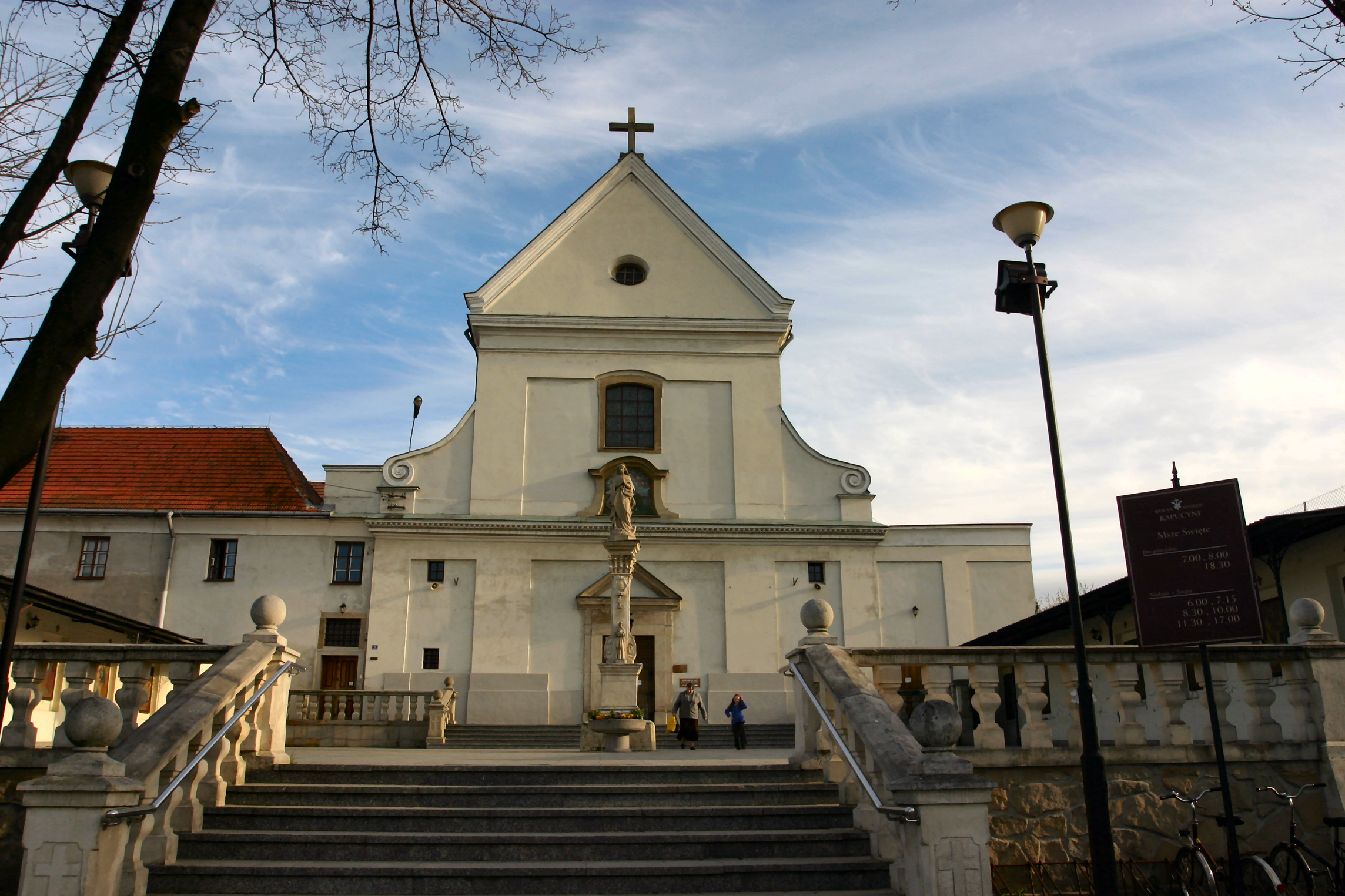
Kościół pw. św. Antoniego

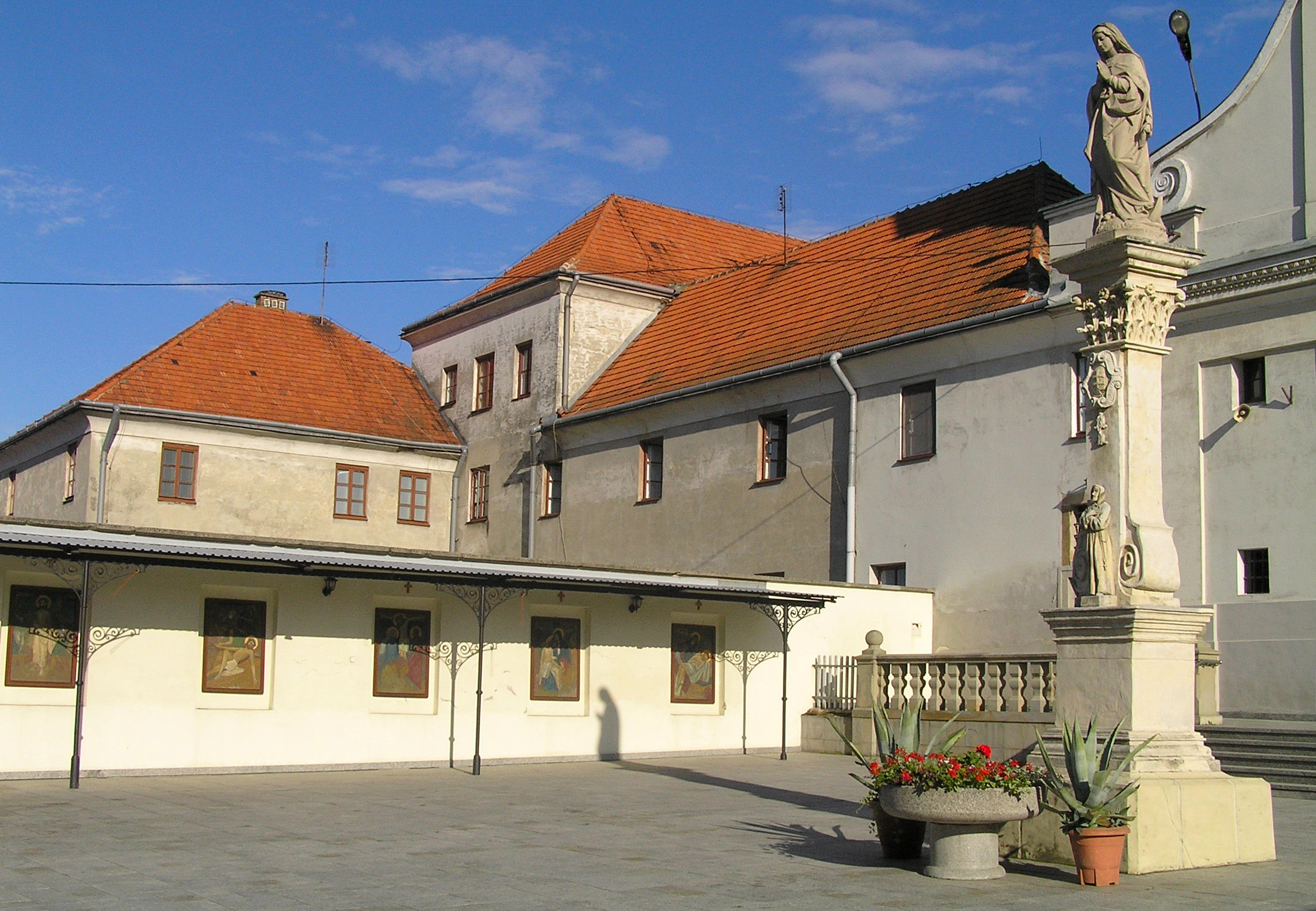
Plac przed kościołem pw. św. Antoniego

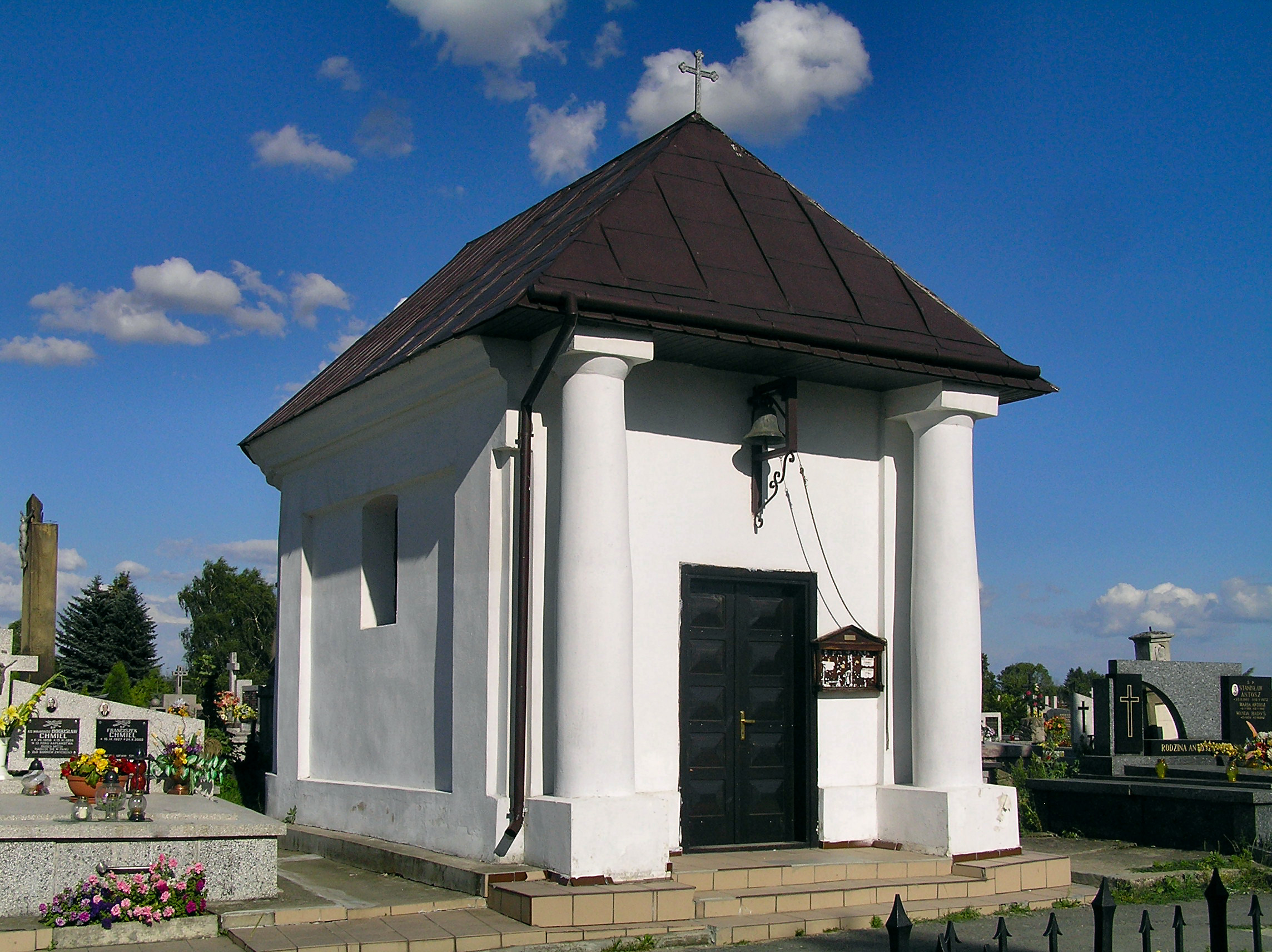
Kaplica cmentarna z 1844 roku

- Ratusz – został wybudowany w XVII wieku, a przebudowano go w XIX wieku. Budynek jest piętrowy, podpiwniczony, założony na planie wydłużonego prostokąta. Frontowa, północna fasada, zdominowana jest przez wieżę, wyodrębnioną z murów budynku dwoma lizenami. W dolnej partii wieży, nad wejściem, umieszczony jest herb miasta, a powyżej dwa, ujęte w arkadę, neogotyckie okna[21]. Wieża w części górnej przybiera kształt czworoboku o ściętych narożnikach. Przykryta jest wysokim, dwuspadowym dachem z lukarną z przełomu XIX i XX wieku.
- Kościół parafialny pw. Narodzenia Najświętszej Maryi Panny – wybudowany w latach 1694–1699, w stylu późnobarokowym (zbliżonym do stylu kościoła św. Anny w Krakowie), na miejsce kościoła drewnianego, który został zniszczony w XVII wieku na skutek najazdu na miasto wojsk siedmiogrodzkich lub szwedzkich. Za autora planów budowy przyjmuje się architekta Tylmana z Gameren. Pierwotny projekt, przewidywał budowę wzdłuż nawy głównej dwóch rzędów kaplic połączonych przejściami – nie doczekał się on jednak realizacji. W 1762 roku kościół popadł w ruinę. W 1788 roku stan kościoła był taki, że sklepienie groziło zawaleniem. W latach 1788–1792 przeprowadzono remont i dokończono budowę, zmieniając plan – zrezygnowano z połączonego rzędu kaplic na rzecz naw bocznych. W 1792 roku świątynia została konsekrowana. W roku 1817 wnętrze kościoła zostało doszczętnie zniszczone pożarem – odbudowany dopiero w roku 1870 przy wsparciu finansowym miejscowego ziemiaństwa. W czasie II wojny światowej, w wyniku ostrzału artyleryjskiego, uszkodzona została ściana wschodnia budynku i zakrystia. Kościół został zbudowany w stylu późnobarokowym – jest trzynawowy, bazylikowy. Główne wejście do świątyni znajduje się w fasadzie zachodniej, ozdobione jest portalem z czarnego marmuru. Nad portalem umieszczony jest herb Pilawa. Plac kościelny otoczony jest murem z drugiej połowy XVIII i XIX wieku, który z południowej strony jest połączony z dzwonnicą z 1823 roku (obecnie nieużywaną). Ściany wewnątrz kościoła są zdobione polichromią wykonaną przez Stanisława Szmuca w 1974 roku. Ołtarz główny został wykonany przez braci Ligęzów i Aleksandra Krywuta w 1888 roku. Z pierwotnego wyposażenia kościoła zachowały się rzeźby św. Stanisława i św. Wojciecha oraz Matki Boskiej. W zachodniej części północnej nawy bocznej zachował się fragment stiukowej dekoracji przedstawiającej tarczę z herbami Pilawa i Szreniawa, a także inicjałami Michała Potockiego.
- Kościół i klasztor oo. Kapucynów – klasztor zbudowano w latach 1739–1741, zaś świątynia pw. św. Antoniego została wzniesiona w latach 1741–1756 i konsekrowana 28 września 1766 roku. Kościół i klasztor powstał według projektu architekta Jana de Oppitz ze Lwowa. Budynki zostały wzniesione w stylu późnobarokowym, tzw. toskańskim. W ołtarzu głównym kościoła umieszczony jest obraz, przeniesiony z kościoła kapucynów w Olesku, przedstawiający św. Antoniego Padewskiego, namalowany przez Szymona Czechowicza w latach 1762–1765. Poniżej umieszczony jest, malowany na desce, obraz Matki Boskiej Częstochowskiej z XVII wieku, ubrany w sukienki z XVIII wieku i wzbogacony metalową oprawą z II poł. XIX wieku – zgodnie z tradycją był to obozowy obraz wojewody wołyńskiego Michała Potockiego. Przed kościołem znajduje się dwupoziomowy, tarasowy dziedziniec, który częściowo otoczony jest balustradą z tralkami a częściowo murem, na którym umieszczono stacje męki pańskiej. Na niższym tarasie, na wysokim cokole, stoi rzeźba Matki Boskiej Niepokalanie Poczętej wykonaną w 1912 roku przez Wojciecha Samka. Klasztor był pierwotnie budowlą jednopiętrową o trzech skrzydłach – w roku 1929 do dwóch skrzydeł nadbudowano drugie piętro. Zespół klasztorny został otoczony wysokim murem, który w 1783 roku został rozebrany i zastąpiony płotem z rozkazu starosty rzeszowskiego. Obecnie stojący mur zbudowano po roku 1808 (w latach 30. XX wieku był naprawiany). W klasztorze przechowywane są cenne zabytki, m.in.:
  - obrazy z 1754 roku, przeniesione z klasztoru w Olecku: „Pokłon pasterzy”, „Św. Franciszek pod krzyżem”, „Ostatnia wieczerza”,
  - obrazy datowane na II poł. XVIII wieku: „Chrystus błogosławiący dzieci”, „Ucieczka do Egiptu”,
  - kopie oryginałów z XIX wieku portretów fundatorów: Marcjanny z Ogińskich i Michała Potockich,
  - ornaty i antepedia wykonane techniką gobelinową,
  - wyroby złotnicze: kielichy, monstrancje, relikwiarze, lichtarze,
  - ryciny z przedstawieniami świętych i błogosławionych franciszkańskich i kapucyńskich,
  - zbiór starodruków (około 4 tysiące) z XVI, XVII i XVIII wieku.
- Ruiny koszar – zostały wzniesione na początku XVIII wieku dla prywatnych wojsk Michała Potockiego, jako część zespołu pałacowego (pałac po tym, jak w XIX wieku popadł w ruinę, został rozebrany). Po I rozbiorze Polski koszary zostały przejęte przez wojsko austriackie, a po roku 1900 zostały przebudowane przez Tarnowskich na folwark.
- Kaplica cmentarna – wybudowana w 1844 roku. Budynek wzniesiony jest na planie prostokąta zamkniętego półkoliście. Od frontu dwie kolumny dźwigają wysunięty okap dachu.
- Cmentarz żydowski[22] – założony w XVII wieku. Ostatni pochówek na cmentarzu odbył się w roku 1943. W trakcie II wojny światowej nekropolia została całkowicie zniszczona przez niemieckiego okupanta – macewy z cmentarza zostały wykorzystane do utwardzania lokalnych dróg i placów (do dzisiejszych czasów zachował się jeden nagrobek). W 1945 roku postawiono pomnik na zbiorowej mogile osób narodowości żydowskiej, które zostały zamordowane 24 lipca 1942 roku. W 1996 roku Fundacja Rodziny Nissenbaumów przeprowadziła prace porządkowe na cmentarzu.

## Infrastruktura i transport
Miasto leży przy ważnych szlakach komunikacyjnych biegnących ze wschodu na zachód Polski, stanowiących istotny element infrastruktury tranzytowej kraju:
- Drodze krajowej numer 94 z odgałęzieniem na drogę wojewódzką numer 987 do Kolbuszowej,
- linia kolejowa E 30 z Krakowa do Rzeszowa oraz Przemyśla i dalej do przejścia granicznego z Ukrainą w Medyce.

W Sędziszowie Małopolskim znajduje się stacja kolejowa i siedziba lokalnego oddziału PKS (PKS Veolia).

## Przemysł

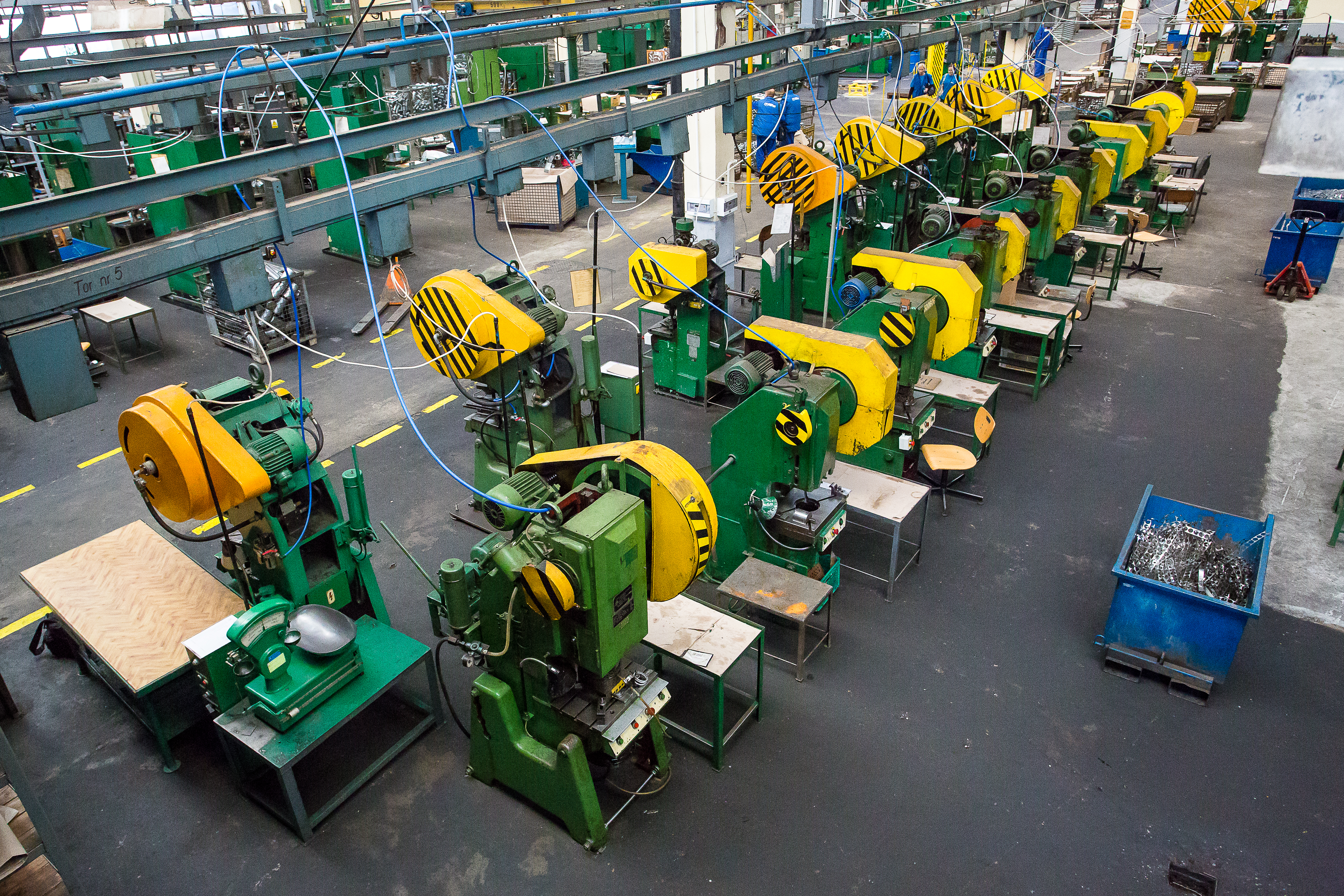
Hala produkcyjna „PZL Sędziszów” S.A.

- Wytwórnia Filtrów „PZL Sędziszów” S.A. – produkcja filtrów samochodowych, hydraulicznych oraz filtrów przemysłowych.
- Paged-Rzeszowskie Fabryki Mebli S.A. – produkcja mebli.
- Hispano-Suiza Polska Sp. z o.o. – produkcja części do silników samolotowych: koła zębate i wałki (od początku 2003 roku); korpusy przekładni, pokrywy i wsporniki łożysk, wtryskiwacze olejowe (od 2005 roku); tytanowe wsporniki łożysk, aparaty kierujące sprężarkami i łopatki turbin (od września 2006 roku). Spółka rozpoczęła działalność w 2001 roku pod nazwą Snecma Polska Sp. z o.o., która należała do francuskiego koncernu Snecma Group. W lipcu 2005 roku Snecma Polska zmienia właściciela i zaczyna działać pod nazwą Hispano-Suiza Polska jako część SAFRAN Group.

## Opieka zdrowotna

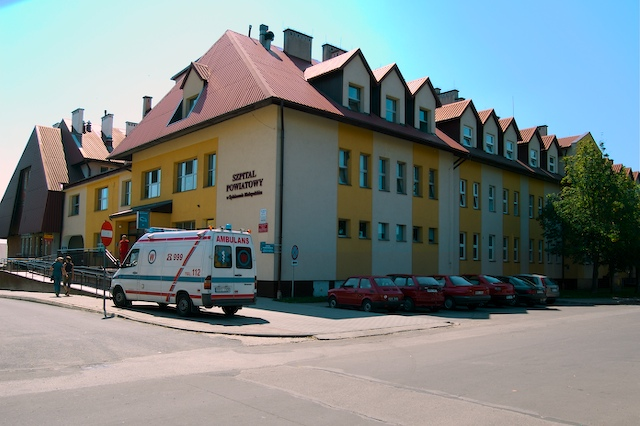
Szpital im. Ojca Pio w Sędziszowie Małopolskim

### Publiczna
- Szpital Powiatowy z Oddziałem Chorób Wewnętrznych, Oddziałem Neurologii oraz Zakładem Opiekuńczo-Pielęgnacyjnym.
- Rejonowa Przychodnia Zdrowia, która prowadzi następujące poradnie:
  - ogólna,
  - chirurgiczna,
  - ortopedyczna,
  - ginekologiczna,
- Ośrodki prowadzone przez Polskie Stowarzyszenie na rzecz Osób z Upośledzeniem Umysłowym:
  - Środowiskowy Dom Samopomocy dla osób dorosłych,
  - Dzienne Centrum Aktywności dla dzieci i młodzieży.

### Niepubliczna
- Niepubliczny Zakład Opieki Zdrowotnej „LIDER” przy ulicy 3 Maja,
- Niepubliczny Zakład Opieki Zdrowotnej „Przychodnia Rodzinna” przy ulicy Solidarności,
- Niepubliczny Zakład Opieki Zdrowotnej „Asklepios”, który wykonuje podstawowe zabiegi:
  - chirurgiczne,
  - ginekologiczne,
  - laryngologiczne,
  - ortopedyczne.

## Edukacja

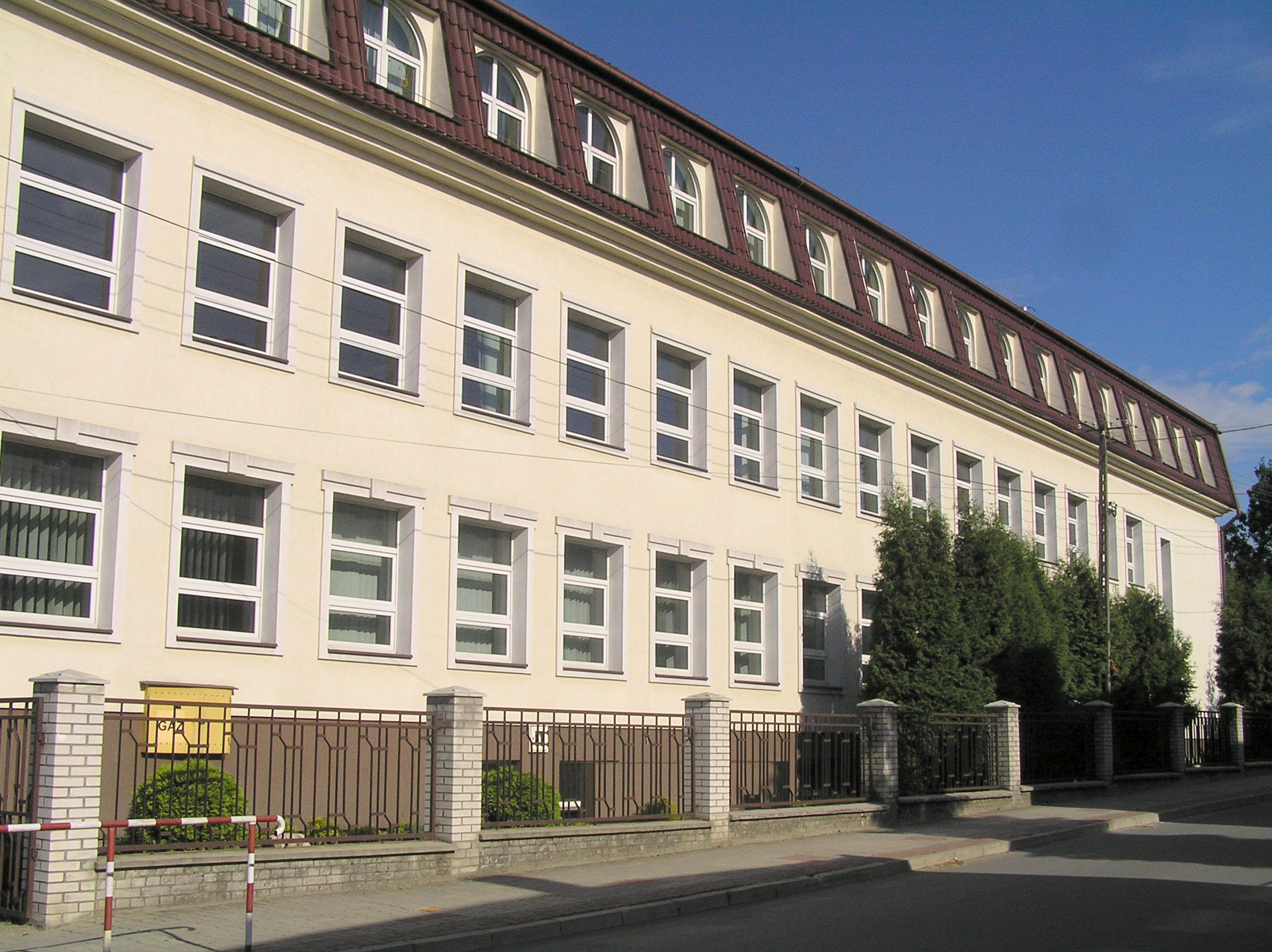
Szkoła Podstawowa nr 2 w Sędziszowie Małopolskim

### Szkoły podstawowe
- Szkoła Podstawowa nr 1 im. Marszałka Józefa Piłsudskiego
- Szkoła Podstawowa nr 2 im. Władysława Węglowskiego
- Szkoła Podstawowa nr 3 im. Jana Pawła II
- Szkoła Podstawowa nr 4 im. Władysława Broniewskiego
- Szkoła Podstawowa nr 5 im. Marii Konopnickiej

### Szkoły ponadgimnazjalne
- Liceum Ogólnokształcące im. ks. Piotra Skargi
- Zespół Szkół Technicznych im. prof. Karola Olszewskiego

## Kultura i rozrywka

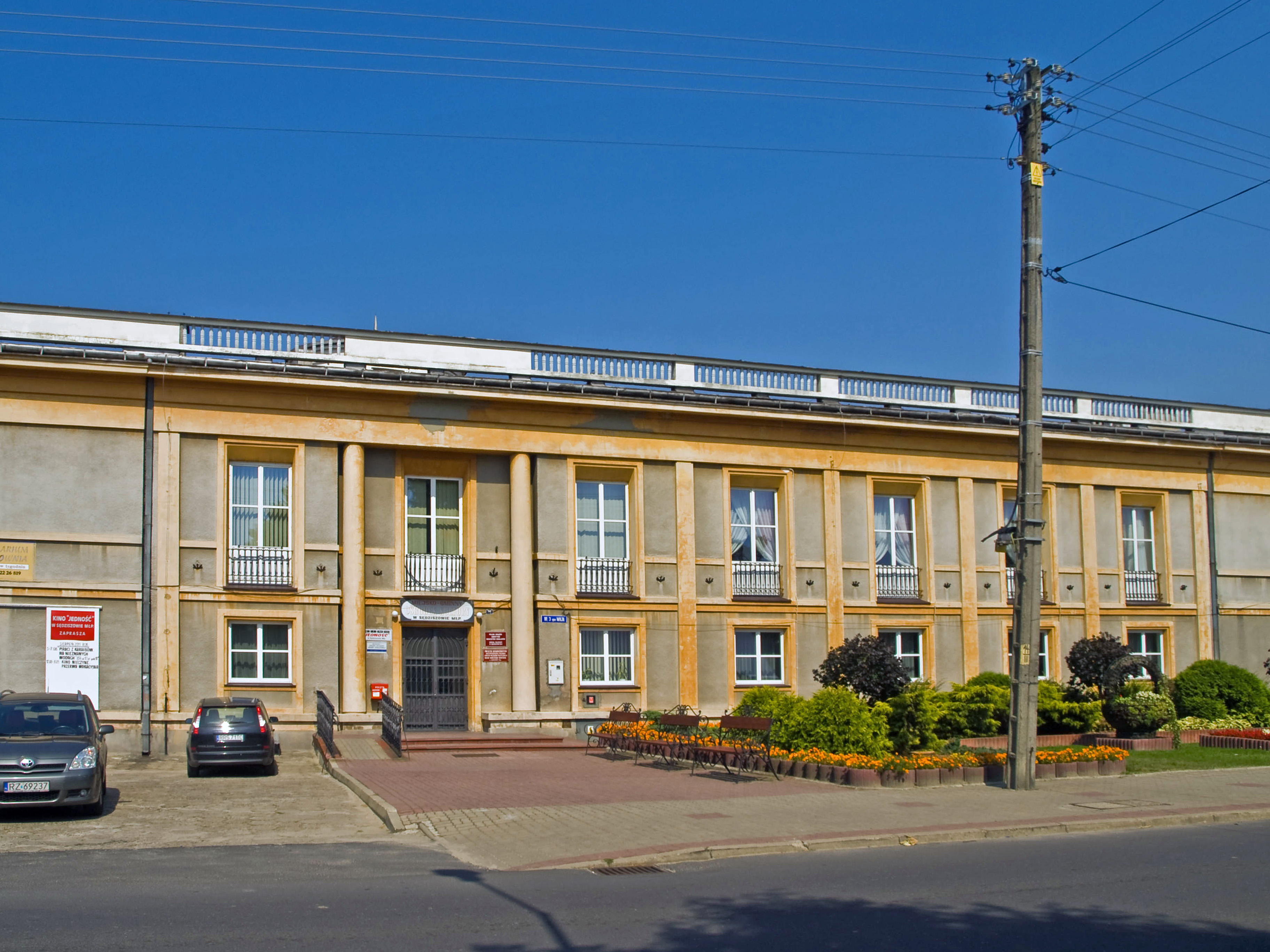
Miejsko-Gminny Ośrodek Kultury w Sędziszowie Małopolskim

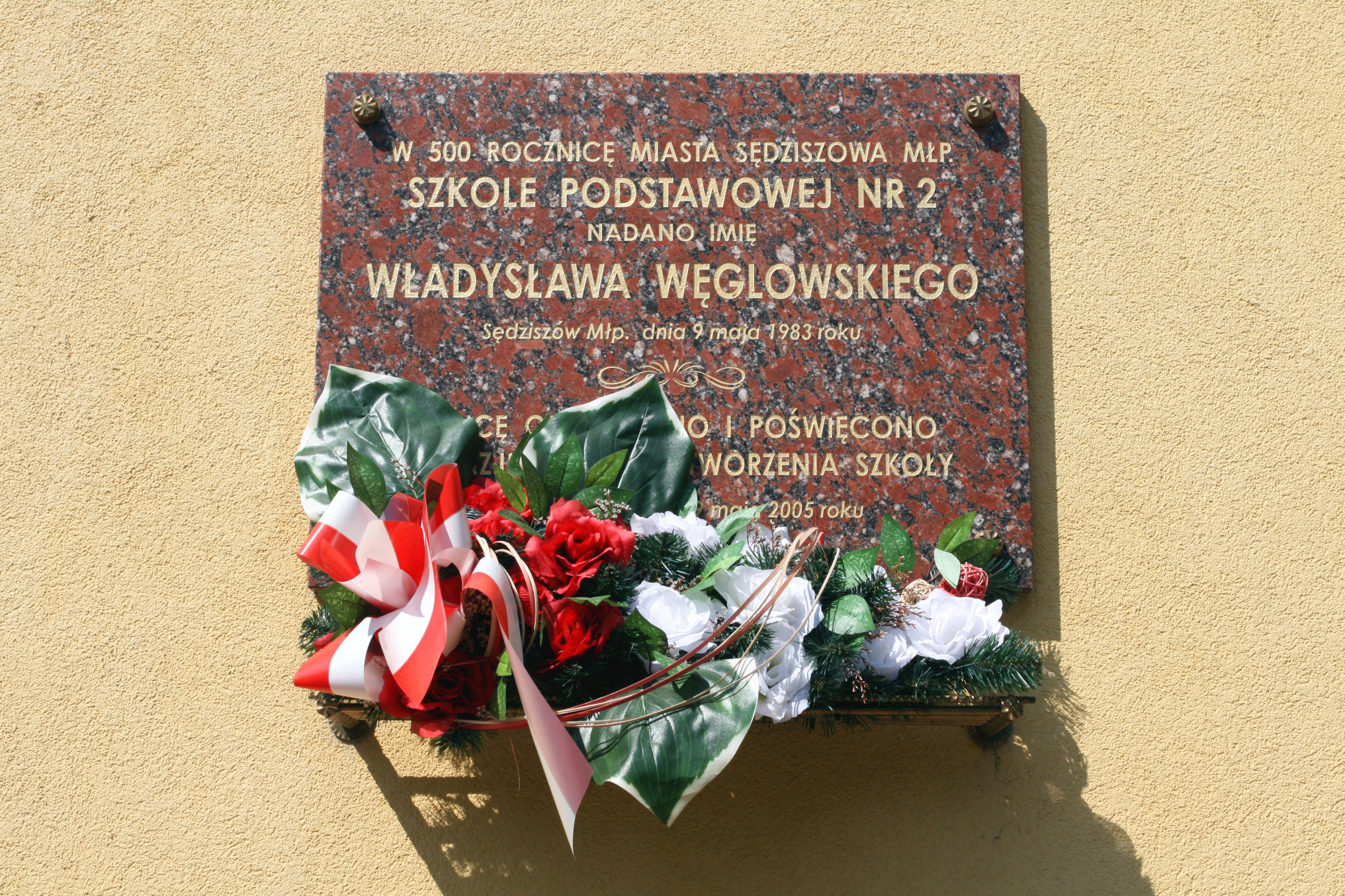
Tablica upamiętniająca nadanie imienia Władysława Węglowskiego Szkole Podstawowej Nr 2 w Sędziszowie Małopolskim

### Ośrodek kultury
Miejsko-Gminny Ośrodek Kultury ma siedzibę w budynku wzniesionym w latach 1953–1957.

#### Historia
Potrzebę budowy miejsca w którym mogłoby się rozwijać życie kulturalne miasta podnoszono podczas obrad Miejskiej Rady Narodowej już od początku lat 50. XX wieku. Konieczność budowy takiego miejsca wynikała z tego, że wykorzystywany aktualnie do tego celu budynek nie był obiektem typowo kulturalnym, który dodatkowo musiał zostać rozebrany ze względu na swój stan techniczny. Sala Jedność w której w okresie międzywojennym odbywały się: przedstawienia teatralne, uroczystości państwowe, akademie, bale i wyświetlane były filmy, była w rzeczywistości tylko, zbudowaną przez Austriaków, ujeżdżalnią koni, która została przystosowana do organizacji imprez. Sala ta była zlokalizowana w pobliżu Rynku, przy obecnej ulicy Wyspiańskiego (ówczesna ulica Teatralna) na tyłach Szkoły Podstawowej nr 2 (ówcześnie Liceum Ogólnokształcące).
Budowa domu kultury była jedną z ośmiu ważnych inwestycji, które miały być zrealizowane w Sędziszowie Małopolskim w ramach planu sześcioletniego. Inwestycja była objęta planem centralnym i finansowana była z funduszy Prezydium Wojewódzkiej Rady Narodowej w Rzeszowie. Obiekt zlokalizowano na działce należącej do rodziny Krecznerów. Budowę rozpoczęto wiosną 1953 roku. Zakończenie prac budowanych planowano początkowo na 22 lipca 1956 roku, jednak zmiana wykonawców spowodowała opóźnienie inwestycji i w rezultacie budynek został oddany do użytkowania końcem roku 1957.

#### Działalność
Placówka prowadzi następujące zespoły artystyczne:
- Chór Kameralny „Deo Optimo” – założony w 2005 roku,
- Zespół Pieśni i Tańca „Rochy” – powstał w 1990 roku, propaguje folklor regionu, jak i całej Polski,
- „Małe Rochy” – grupa dziecięca zespołu „Rochy”,
- Zespół Tańca Tradycyjnego – zespół folklorystyczny z Zagorzyc,
- Zespół Kolędniczy – zespół folklorystyczny z Zagorzyc,
- Zespół Tańca Estradowego „Blues”,
- Zespół Teatralny „Carpe Diem”,
- Kapela Ludowa,
- Kapela Podwórkowa.

Miejsko-Gminny Ośrodek Kultury jest organizatorem wielu imprez cyklicznych:
- Podkarpacki Konkurs Poezji Religijnej – odbywa się przy współpracy z Wojewódzkim Domem Kultury w Rzeszowie i Parafią Rzymskokatolicką w Sędziszowie Małopolskim,
- Kiermasz Palm i Pisanek Wielkanocnych,
- Konkurs „Poeci i Pisarze Dzieciom”,
- Ogólnopolski Konkurs Recytatorski,
- Dzień Godności Osób Niepełnosprawnych,
- Konfrontacje artystyczne szkół,
- Jarmark folklorystyczny,
- Wojewódzki konkurs „Licho nadali”,
- Dożynki Gminne – święto plonów,
- „Dni Sędziszowa” – tygodniowy cykl imprez upamiętniający nadanie praw miejskich Sędziszowowi.

### Biblioteki
- Filia Pedagogicznej Biblioteki Wojewódzkiej w Rzeszowie (od stycznia 2003 roku).
- Miejsko-Gminna Biblioteka Publiczna (od 26 października 2006[23] roku z siedzibą w budynku samorządowym przy ul. Fabrycznej; wcześniej zajmowała pomieszczenia w budynku Miejsko-Gminnego Ośrodka Kultury) – posiada 8 filii na terenie gminy w: Będziemyślu, Borku Wielkim, Czarnej Sędziszowskiej, Górze Ropczyckiej, Klęczanach, Wolicy Ługowej i Zagorzycach.

### Kino
Kino „Jedność”, mieści się w budynku Miejsko-Gminnego Ośrodka Kultury w Sędziszowie Małopolskim i posiada 278 miejsc na widowni.

### Media
- „Biuletyn Sędziszowski” – miesięcznik, którego nakład wynosi 500 sztuk
- „Głos Powiatu ropczycko-sędziszowskiego” – tygodnik
- „Reporter” – tygodnik
- TVS – funkcjonuje w mieście od grudnia 2004 roku; jej program można oglądać w telewizji kablowej na Osiedlu Młodych; ma siedzibę w Miejsko-Gminnym Ośrodku Kultury w Sędziszowie Młp.
- Telewizja Miejska – działała w latach 2006–2009 z siedzibą pod adresem Osiedle Młodych 1. Początkowo nadawała pod nazwą „Telewizja Miejska Sędziszów” a jej program można oglądać w telewizji kablowej na Osiedlu Młodych. W tym samym roku nadawanie programu rozszerzyło się o miasto Ropczyce, gdzie jej program był emitowany na Osiedlu w Ropczycach w sieci Mikrotel.
- "Spichlerz Galicyjski" - lokalne pismo opinii

## Sport i rekreacja

### Kluby sportowe
- Lechia Sędziszów Małopolski – jeden z najstarszych klubów na Podkarpaciu, powstały w 1914 roku, obecnie działają w nim dwie sekcje:
  - piłka nożna (IV liga podkarpacka)
  - podnoszenie ciężarów (I liga)
- Klub Sportowy "Piast Wolica Piaskowa"
- Klub Sportowy "Borkovia Borek Wielki"
- Klub Sportowy "Kłos Kawęczyn"
- Klub Sportowy „Extrans-Patria” – sekcja siatkówki kobiet (II liga grupa IV); klub powstał w 2008 roku[24]. W pierwszym swoim sezonie na parkietach III ligi podkarpackiej, sędziszowskie siatkarki bez powodzenia walczyły w półfinałowym turnieju o wejście do II ligi kobiet. W sierpniu 2009 klub został dopuszczony do spotkań barażowych o wejście do II ligi, których ostatecznie nie rozegrano. W wyniku przeniesienia zespołu z Biłgoraja do grupy III, wycofania się z II ligi zespołu z Andrychowa, oraz rezygnacji z baraży zespołu z Lubska, zespół Patrii wraz z zespołami z Opola i Elbląga został przeniesiony do II ligi kobiet, bez potrzeby rozgrywania baraży. Od początku sezonu 2009/2010 klub przyjął nazwę „Extrans-Patria”[25]. W swoim debiutanckim sezonie w II lidze zespół zajął miejsce 7-8. W swoim drugim sezonie 2010/11 pod wodzą trener Moniki Bartnickiej zespół zajął piąte miejsce w II lidze. W sezonie 2011/12 drużyna zajęła VI miejsce w drugiej lidze i po raz drugi z rzędu została najwyżej sklasyfikowaną drużyną w grach zespołowych, w powiecie ropczycko-sędziszowskim. Po sezonie 2011/12 klub został wycofany z rozgrywek ze względów ekonomicznych. W sezonie 2012/2013 klub był reprezentowany tylko na poziomie juniorskim.
- UKS „MARBA” Sędziszów Młp. – sekcja siatkówki kobiet (III liga). Klub działa od sezonu 2013/14. Swoje mecze rozgrywa w hali gimnazjum im. K. Baczyńskiego, gdzie wcześniej występowały siatkarki „Patrii”.
- Uczniowski Klub Sportowy „Tęcza”[26][27] – sekcja siatkówki mężczyzn; klub siatkarski zainaugurował działalność w 2004 roku startując w III lidze podkarpackiej. W 2007 roku zarząd UKS „Tęcza” utworzył grupę dziewcząt. W sezonie 2007/2008 zarząd klubu nie zgłosił żadnej drużyny do rozgrywek męskich, gdyż działacze UKS zajęli się tworzeniem żeńskiego klubu siatkarskiego. UKS „Tęcza” wznowiła swoją działalność w sezonie 2010/2011 w IV lidze. Obecnie klub występuje w III lidze.
- Gminny Szkolny Związek Sportowy „Sędzisz”
- Koła wędkarskie: PZW Nr 26 i PZW „AMUR” Nr 27

### Obiekty sportowe
- Stadion MLKS „Lechia”, na którym znajdują się: dwa boiska piłkarskie (boisko treningowe od 2014 roku posiada sztuczne oświetlenie), kryta trybuna z 864 miejscami siedzącymi, siłownia, korty tenisowe, boiska asfaltowe do siatkówki i koszykówki, bieżnia lekkoatletyczna
- Boiska ze sztuczną nawierzchnią: piłkarskie i wielofunkcyjne, wybudowane w ramach rządowo-samorządowego programu Moje Boisko – Orlik 2012, oddane do użytku 24 października 2009 roku[28]
- Hala widowiskowo-sportowa przy Liceum Ogólnokształcącym, oddana do użytku w 2002 roku
- Hala sportowa przy Gimnazjum, oddana do użytku 11 marca 2008 roku[29]

### Rekreacja

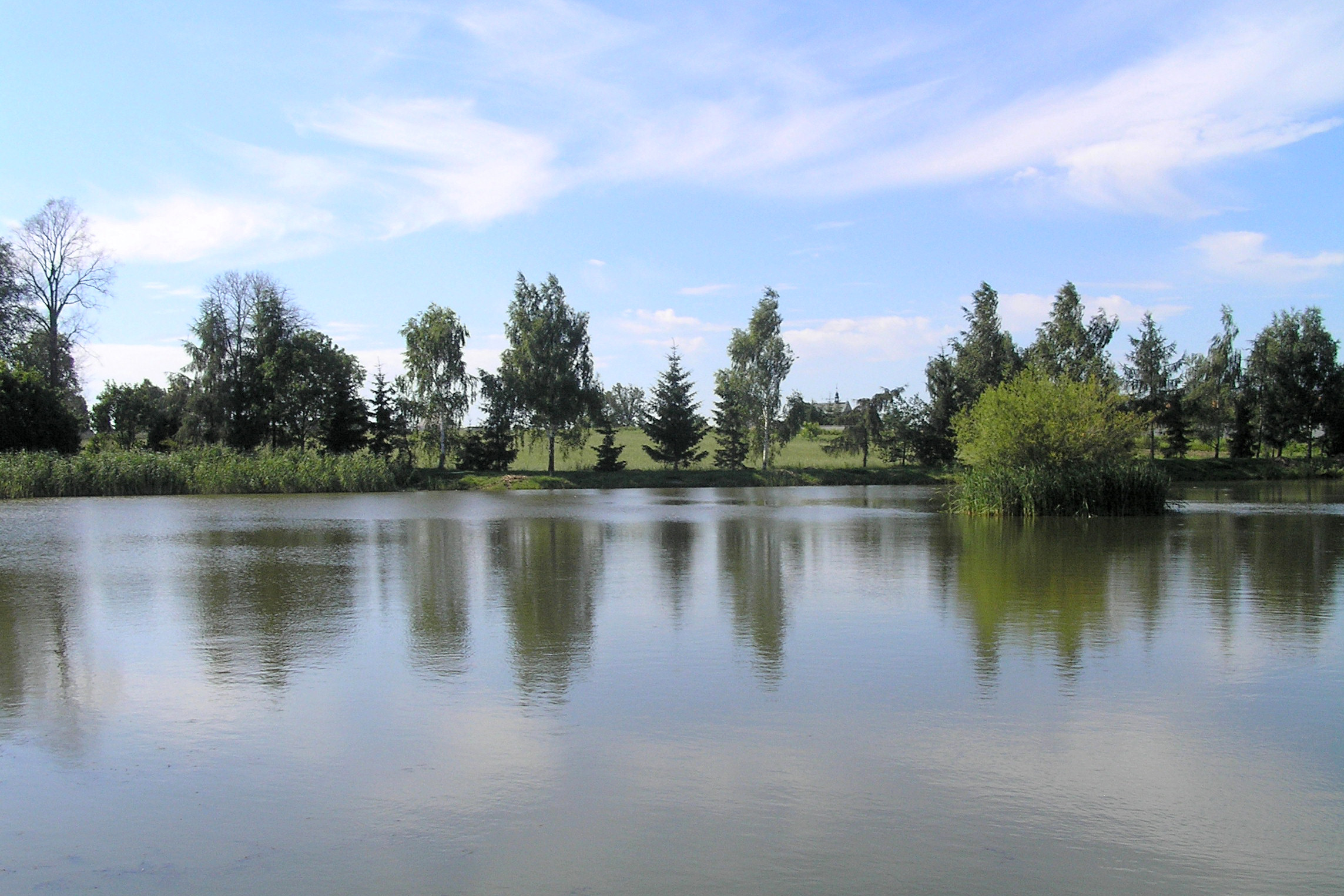
Staw „Skrzynczyna”

- Na terenie miasta znajduje się podworski zbiornik wodny – staw „Skrzynczyna” (pojemność 15 tys. m³, zasilany podsiąkiem). Do 1944 roku staw wykorzystywany był do hodowli ryb, pojenia koni dworskich i wyrębu lodu do celów gospodarskich. Po zakończeniu II wojny światowej, na mocy dekretu o reformie rolnej z 1944 roku, ziemie folwarku wraz z gorzelnią i stawem przeszły na własność Skarbu Państwa. Od tego momentu do lat 80. XX wieku staw pozostawał bez opieki i był stopniowo zatruwany przez ścieki z gorzelni. W latach 1982–1986 odbudowano zbiornik dzieląc go na dwie części (¼ jako zbiornik do oczyszczania ścieków i ¾ jako zbiornik przeciwpożarowy i retencyjny). 16 kwietnia 1988 roku nastąpiło pierwsze zarybienie stawu. 14 września 1992 roku zbiornik pogłębiono i oczyszczono z mułu.
- Trasy rowerowe przebiegające przez miasto[30]:
  -  Sędziszów Małopolski – Wolica Piaskowa – Ruda – Kamionka – Cierpisz – Krzywa – Kawęczyn – Wolica Ługowa – Sędziszów Małopolski
  -  Sędziszów Małopolski – Borek Wielki – Kamionka – Ruda – Czarna Sędziszowska – Krzywa – Wolica Ługowa – Sędziszów Małopolski
  -  Sędziszów Małopolski – Góra Ropczycka – Zagorzyce – Olchowa – Sędziszów Małopolski
  -  Sędziszów Małopolski – Olchowa – Będziemyśl – Nockowa – Iwierzyce – Wiercany – Zagorzyce – Góra Ropczycka – Sędziszów Małopolski
  -  Sędziszów Małopolski – Olchowa – Nockowa – Olimpów – Bystrzyca – Szkodna – Gnojnica – (Zagorzyce) – Góra Ropczycka – Sędziszów Małopolski

## Związki wyznaniowe

### Kościół rzymskokatolicki
Sędziszów Małopolski jest siedzibą władz dekanatu Sędziszów Małopolski, a także czterech parafii:
- pw. Najświętszej Maryi Panny Częstochowskiej,
- pw. Narodzenia Najświętszej Maryi Panny,
- pw. Miłosierdzia Bożego,
- pw. Podwyższenia Krzyża Świętego.

#### Zakon Braci Mniejszych Kapucynów
- klasztor Zakonu Braci Mniejszych Kapucynów z kościołem przyklasztornym pw. św. Antoniego z Padwy[32][33].

### Protestantyzm
- Biblijni Chrześcijanie[34]

## Ludzie związani z miastem
Honorowi obywatele
- ks. Piotr Sapecki (1899), proboszcz parafii Narodzenia Najświętszej Marii Panny, dziekan sędziszowski[35]

## Miasta partnerskie
- Soroksár[36]
- Żmerynka[37]
- Baranów Sandomierski[38]

## Ciekawostki

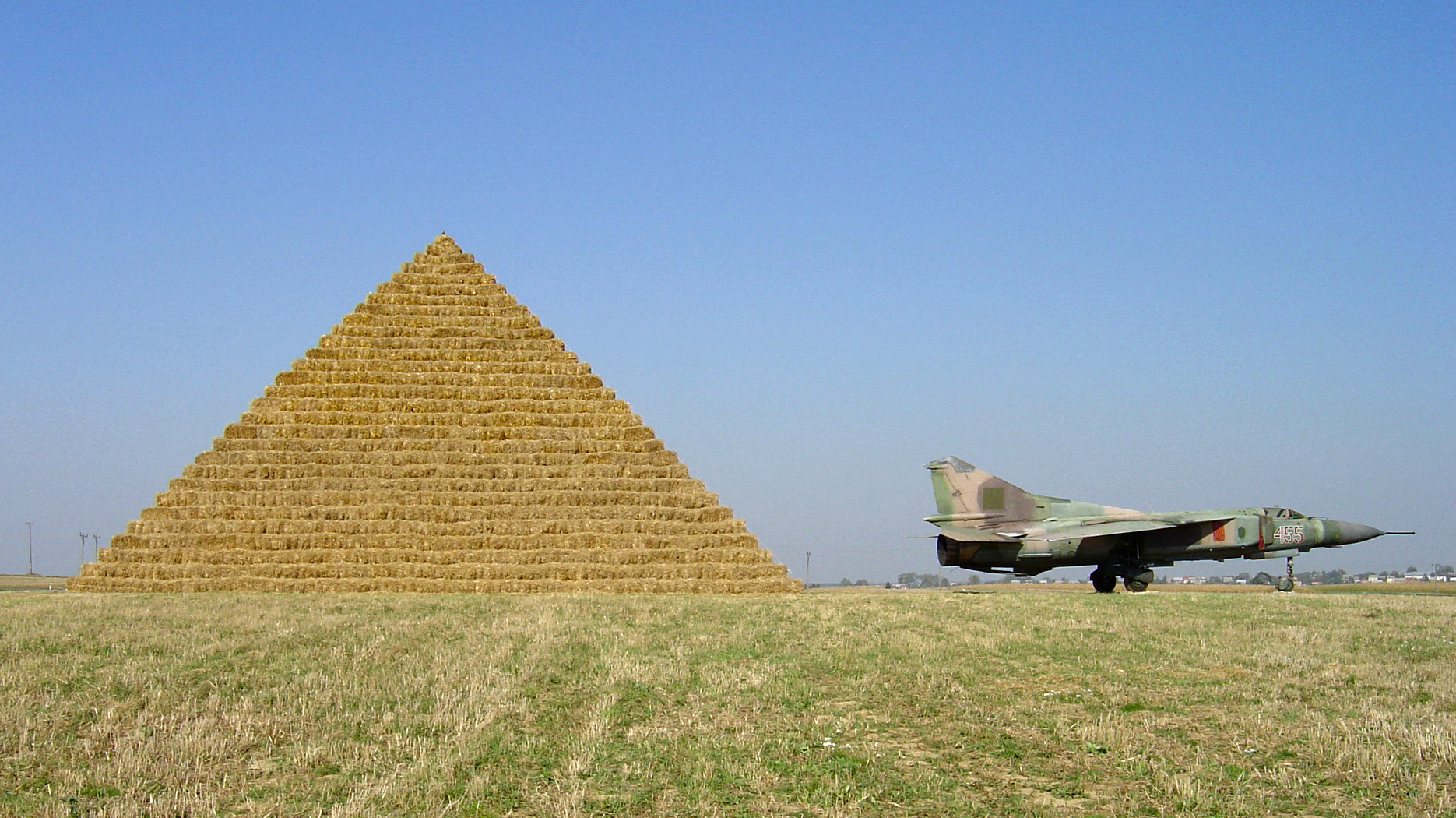
Model piramidy Cheopsa wykonany w 2003 roku przy obwodnicy Sędziszowa Młp.

- Latem 2003 roku, przy obwodnicy Sędziszowa Małopolskiego (droga krajowa nr 4), Marian Kapusta wybudował model piramidy Cheopsa w skali 1:11. Obiekt wzniesiono w przeciągu 10 dni[39], ze słomy, drewna i sznura. 8 stycznia 2004 roku piramida spłonęła, prawdopodobnie na skutek podpalenia[40].
- Produkty pochodzące z Ziemi Sędziszowskiej wpisane na listę produktów tradycyjnych województwa podkarpackiego[41]:
  - Chleb sędziszowski żytni (wpisany na listę 18 maja 2007 roku)[42],
  - Serowiec sędziszowski (wpisany na listę 25 kwietnia 2007 roku)[43],
  - Sędziszowskie ciasto z jagodami (wpisane na listę 25 kwietnia 2007 roku)[44],
  - Makowiec sędziszowski (wpisany na listę 25 kwietnia 2007 roku)[45].
- Przy sędziszowskim Liceum Ogólnokształcącym działa Jednostka Strzelecka 2051 Związku Strzeleckiego "Strzelec"